# 이경수 (1956년)
이경수(李京洙, 1956년 6월 7일 ~ )는 대한민국의 핵융합물리학자이다.

## 학력
- 1975년 2월: 경북고등학교 졸업
- 1975년 3월 ~ 1979년 2월: 서울대학교 물리학과 학사
- 1979년 3월 ~ 1980년 8월: 서울대학교 대학원 물리학과 재학
- 1980년 9월 ~ 1980년 12월: 미국 시카고 대학교 물리학과 재학
- 1981년 1월 ~ 1986년 5월: 미국 텍사스대학교(오스틴) 플라즈마 물리학과 박사

## 약력
- 1991년~2008년 : 한국기초과학지원연구원
- 1992년 : '한빛' 총괄 책임자
- 1992년 : 한국형 핵융합연구로(KSTAR) 프로젝트 총괄사업 책임자
- 2007년 : 국제핵융합연구평의회(IFRC) 한국사업단장
- 2008년 : 국제핵융합연구평의회(IFRC) (IFRC) 의장
- 2008년 : 국제핵융합연구소(NFRI)장
- 2011년 : ITER 경영자문위원회 의장
- 2014년 : ITER 이사회 부의장
- 2020년 3월 ~ 2020년 4월 : 제21대 더불어시민당 비례대표 국회의원 후보
- 2020년 9월 ~ 2021년 6월 : 더불어민주당 과학기술혁신특별위원회 위원장
- 2021년 6월 14일 ~ 2022년 5월 13일 : 과학기술정보통신부 과학기술혁신본부장 (2021년 6월 10일에 과학기술혁신본부장으로 임명됨에 따라 더불어민주당에서 자동으로 탈당 처리됨)

## 역대 선거 결과
| 실시년도 | 선거  | 대수 | 직책     | 선거구   | 정당         | 득표수      | 득표율         | 순위          | 당락 | 비고         |
| -------- | ----- | ---- | -------- | -------- | ------------ | ----------- | -------------- | ------------- | ---- | ------------ |
| 2020년   | 총선  | 21대 | 국회의원 | 비례대표 | 더불어시민당 | 9,307,112표 | \| \| 33.3% \| | 비례대표 18번 | 없음 | 승계 전 탈당 |
|          | 33.3% |      |          |          |              |             |                |               |      |              |

| 전임 김성수 | 제4대 과학기술혁신본부장 2021년 6월 14일 ~ 2022년 5월 13일 | 후임 주영창 |